# Elattoneura tetrica
Elattoneura tetrica – gatunek ważki z rodziny pióronogowatych (Platycnemididae). Występuje endemicznie w południowej części Indii, głównie w Ghatach Zachodnich.